# Kalvarienberg

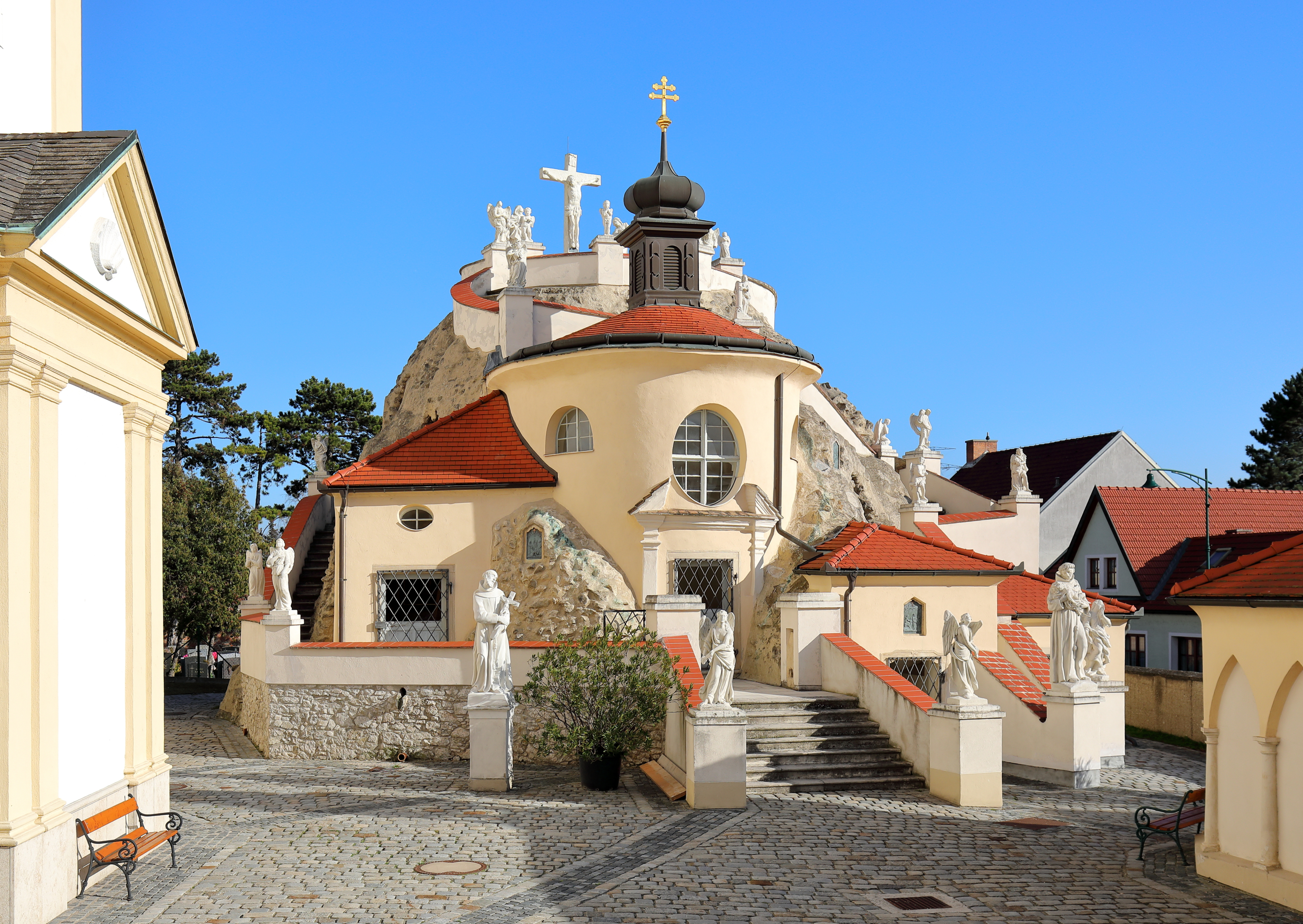
Kalvarienberg der Wallfahrtskirche Maria Lanzendorf (um 1700)

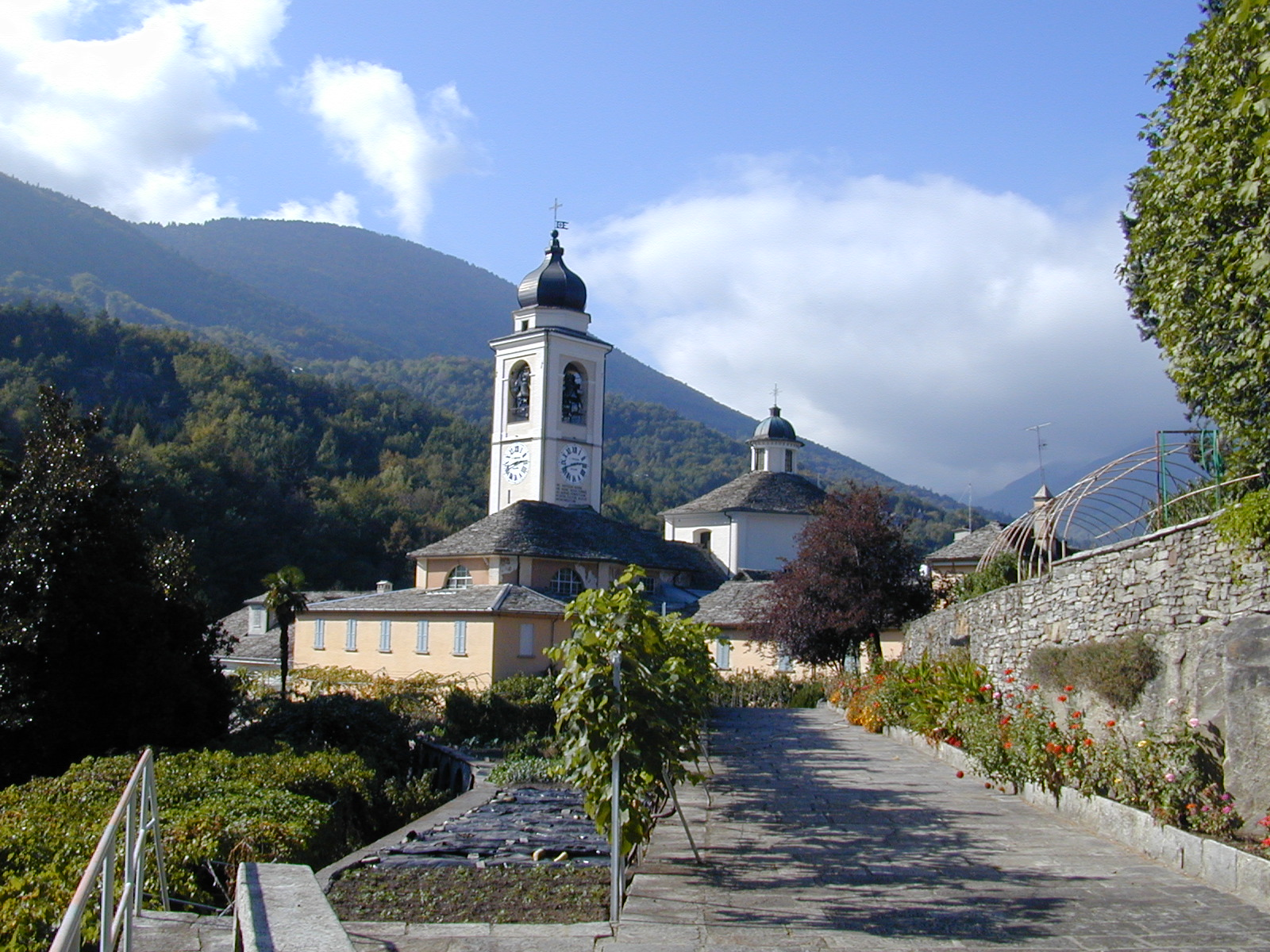
Sacro Monte di Domodossola

Kalvarienberg, auch Stationsberg, ist die Bezeichnung für umfangreiche Nachbildungen der Passion Christi, die als Andachts- und Wallfahrtsstätten dienen.

## Begriffsgeschichte
Der Begriff Kalvarienberg leitet sich aus der lateinischen Übersetzung des aramäischen Toponyms Golgota der Vulgata ab, wo er als Calvariae locus, lateinisch für „des Schädels Ort“ wiedergegeben wird, von lateinisch calva ‚Hirnschale‘.

## Geschichte
Ab Ende des 15. Jahrhunderts wurden viele Kalvarienberge in Italien eingerichtet. Besonders eindrucksvoll sind einige Sacri Monti in Norditalien.
Große Bedeutung erlangte die Errichtung von Kalvarienbergen nördlich der Alpen im Barock während der Gegenreformation.

## Beschreibung
Als Kalvarienberg bezeichnet man heute ungefähr lebensgroße Nachbildungen des Leidens Christi an einem erhöhten Ort, oft nur die Kreuzigungsgruppe, aber auch umfangreichere Skulpturengruppen des Leidensweges. Oft wurden auch Kreuzwegstationen am Anstieg zu Wallfahrts- oder Hausbergen und abgelegeneren Bergkirchen errichtet, wenige Dutzend oder viele hundert Meter in der Ausdehnung. Einzelne Kalvarienberge liegen innerhalb eines dafür gebauten Gebäudeensembles wie jener in Eisenstadt.
Ein besonderer Typus des Kalvarienbergs (Calvaire) entstand während der Renaissance (zwischen 1450 und dem 17. Jahrhundert) in der Bretagne, wo sie besonders im Département Finistère in eigens geschaffenen umfriedeten Pfarrbezirken zu finden sind. Hier sind in einer einzigen, manchmal monumentalen Skulptur unter einer aufragenden Kreuzigungsgruppe vollplastisch Szenen der Heilsgeschichte und des Lebensweges Jesu Christi dargestellt.

Beispiele
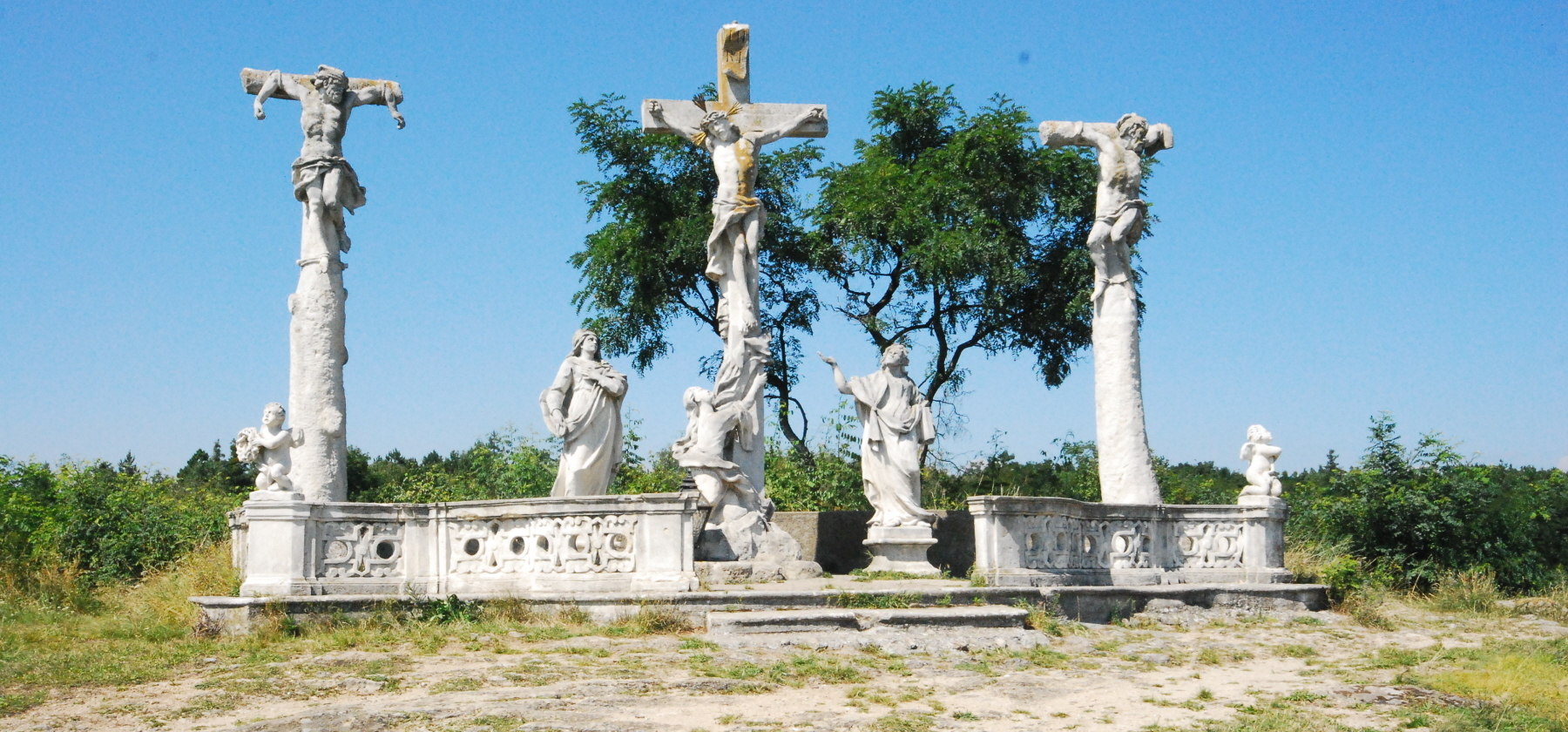
Kreuzigungsgruppe am Kalvarienberg Retz
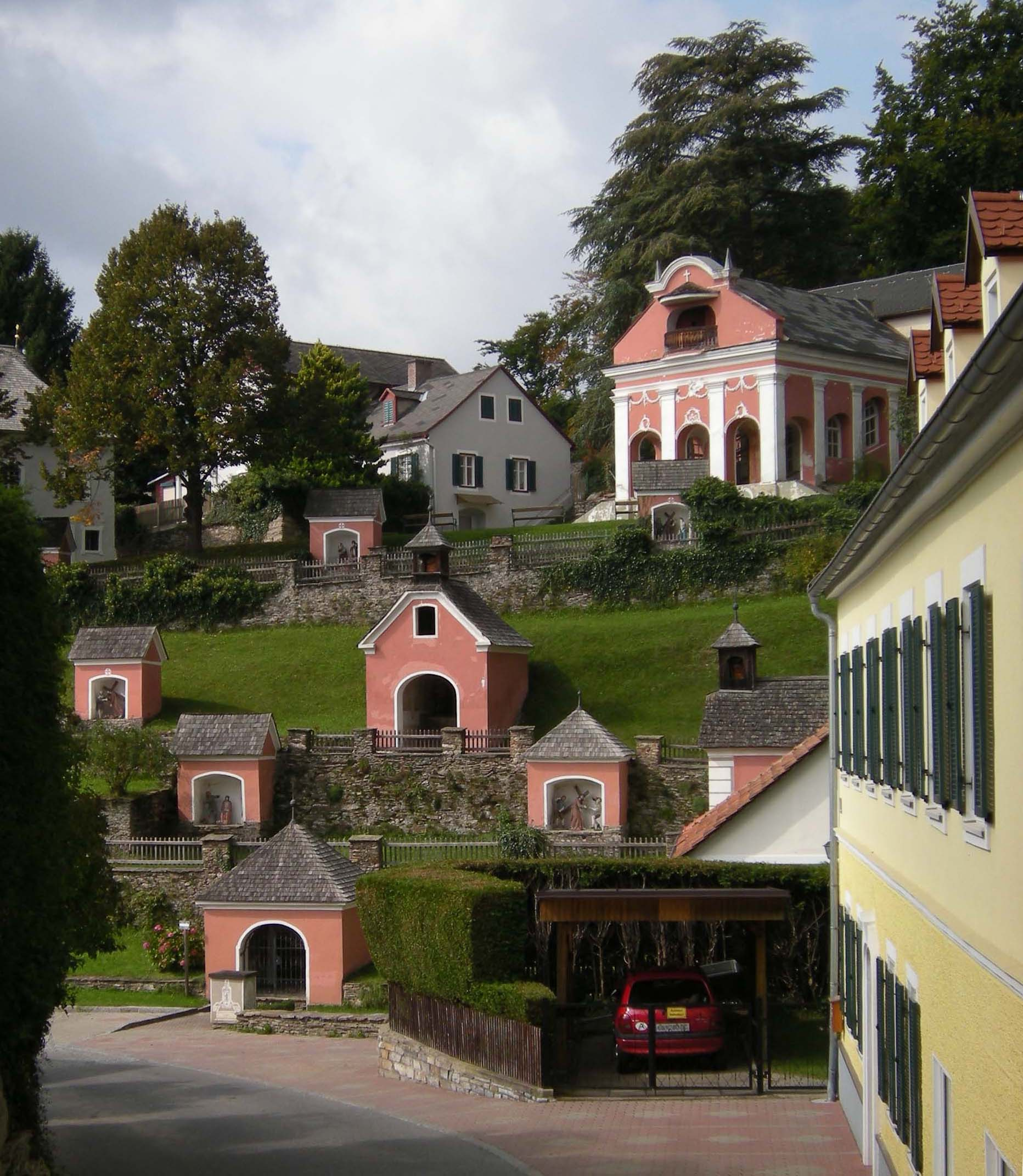
Kalvarienberg- und Stationskapellen (St. Radegund bei Graz)
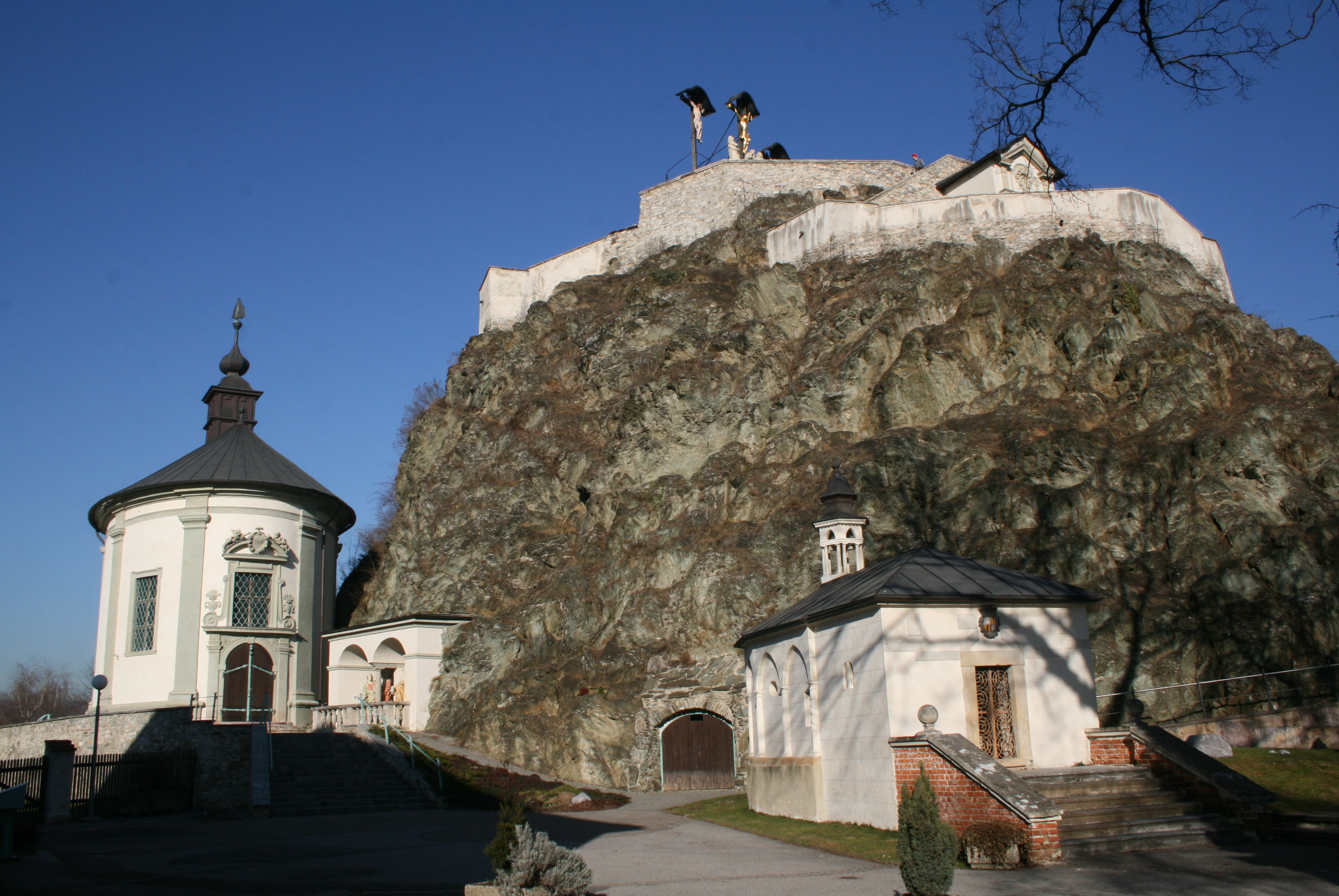
Heiligtumsanlage mit zahlreichen Kapellen (Graz)
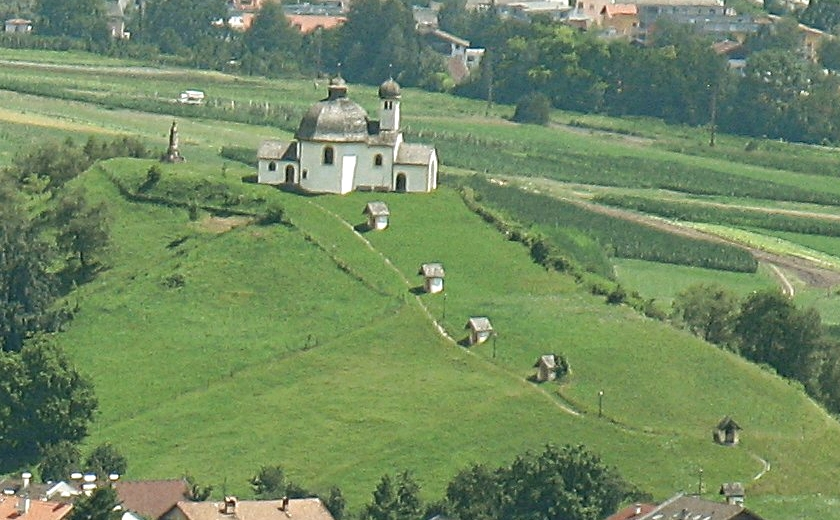
Hügelkapelle mit Stationsweg (Arzl bei Innsbruck)
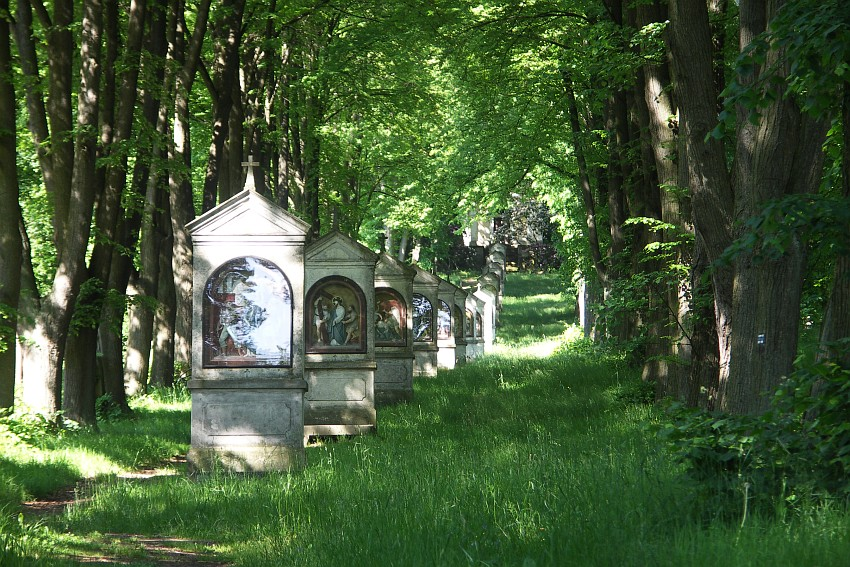
Parkartige Anlage (Cvikov)
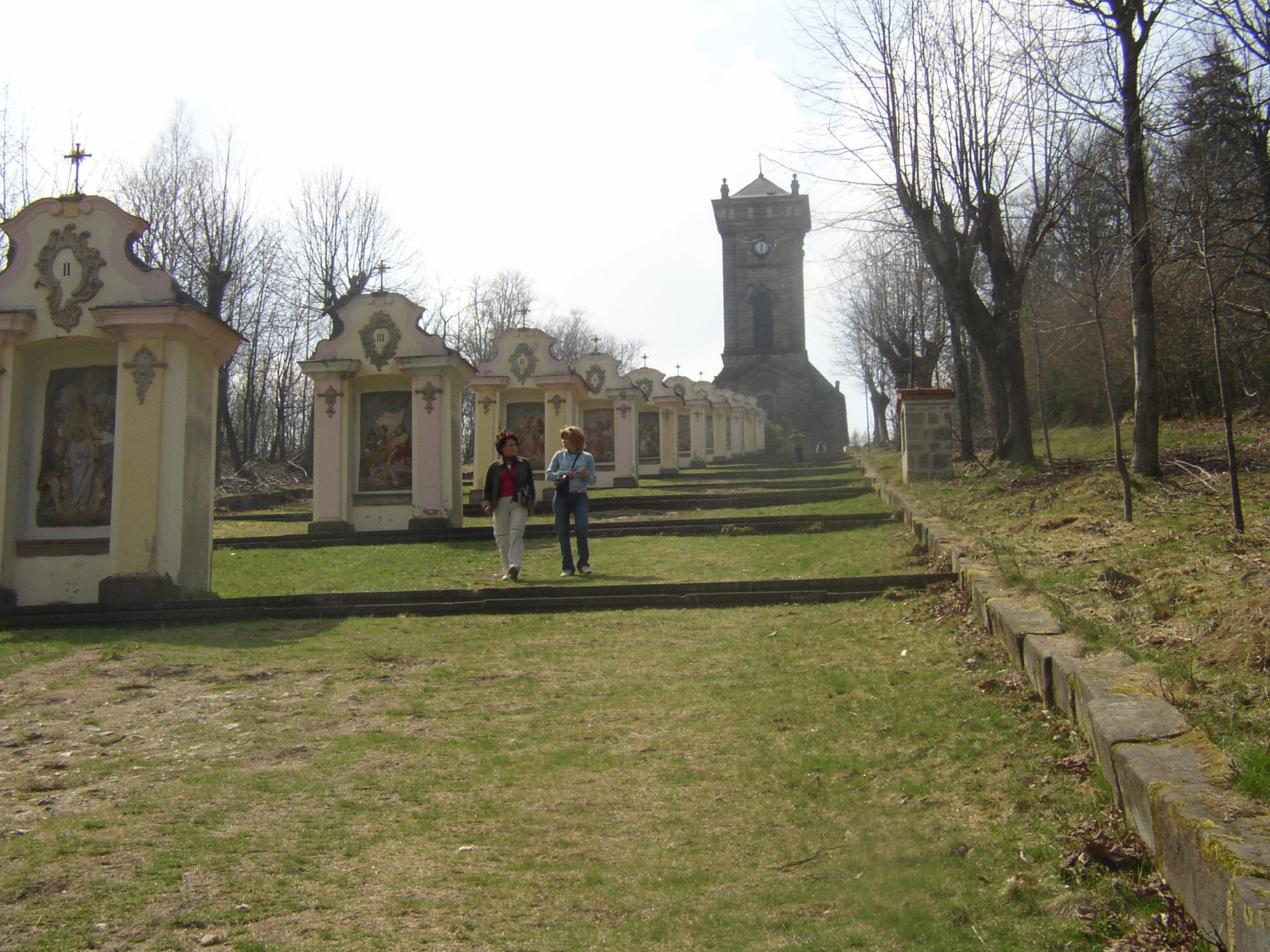
Freisichtiges Landschaftsmonument auf Berggipfel (Kreuzberg bei Jiřetín pod Jedlovou)
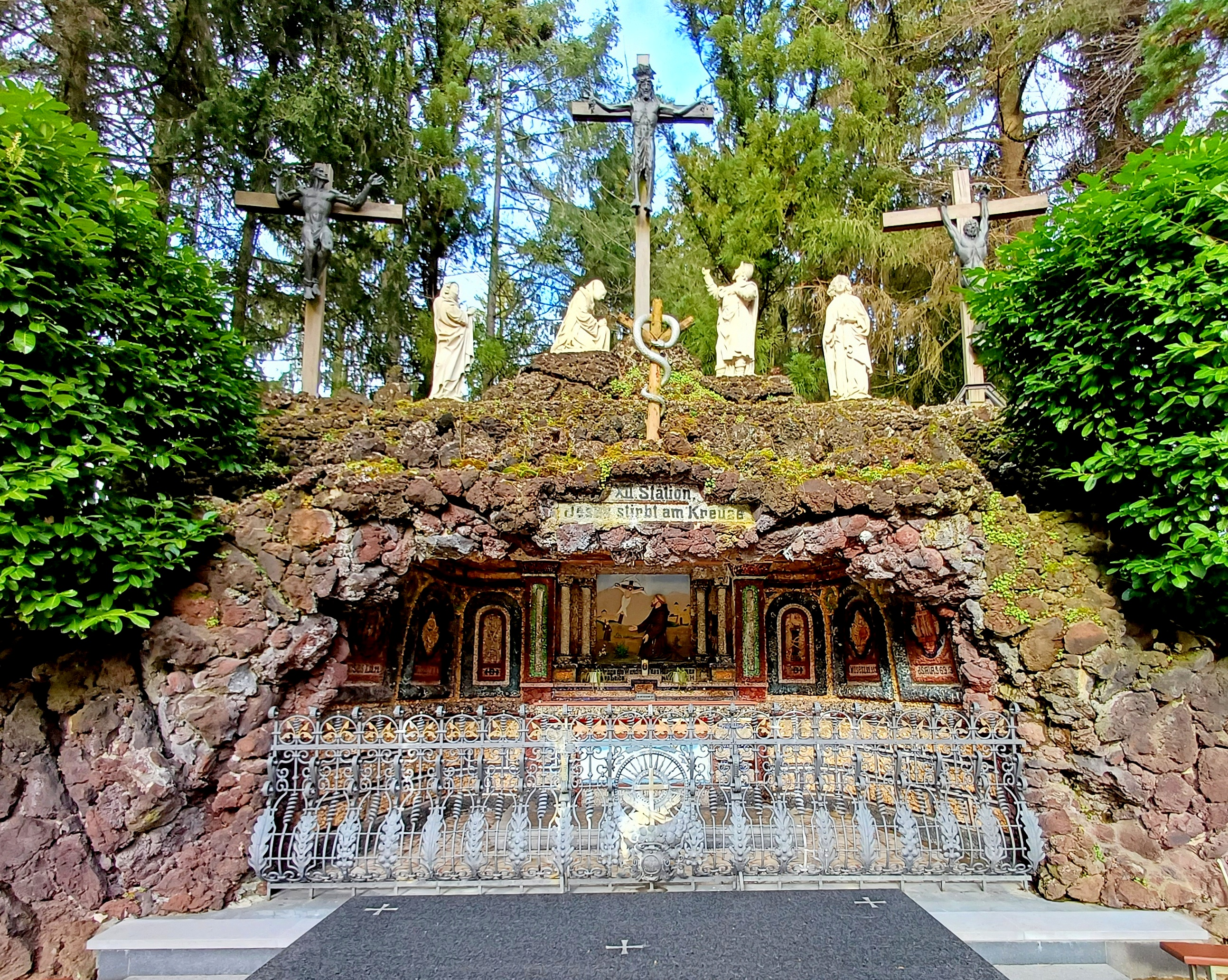
XII. Station des Kalvarienbergs der Wallfahrtsstätte Moresnet-Chapelle
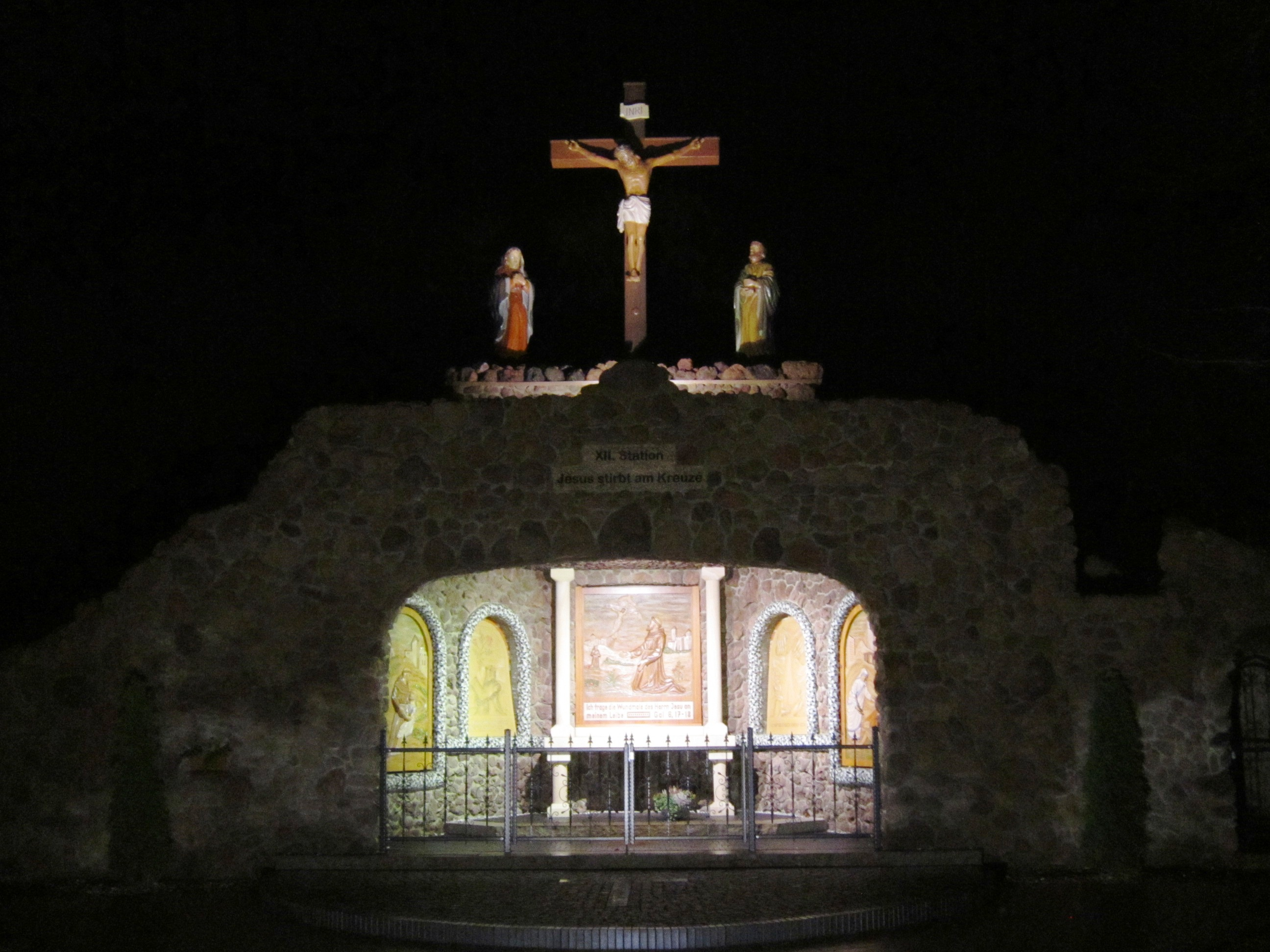
Illuminierter Kalvarienberg bei der Kirche St. Bonaventura in Mühlen (Steinfeld)
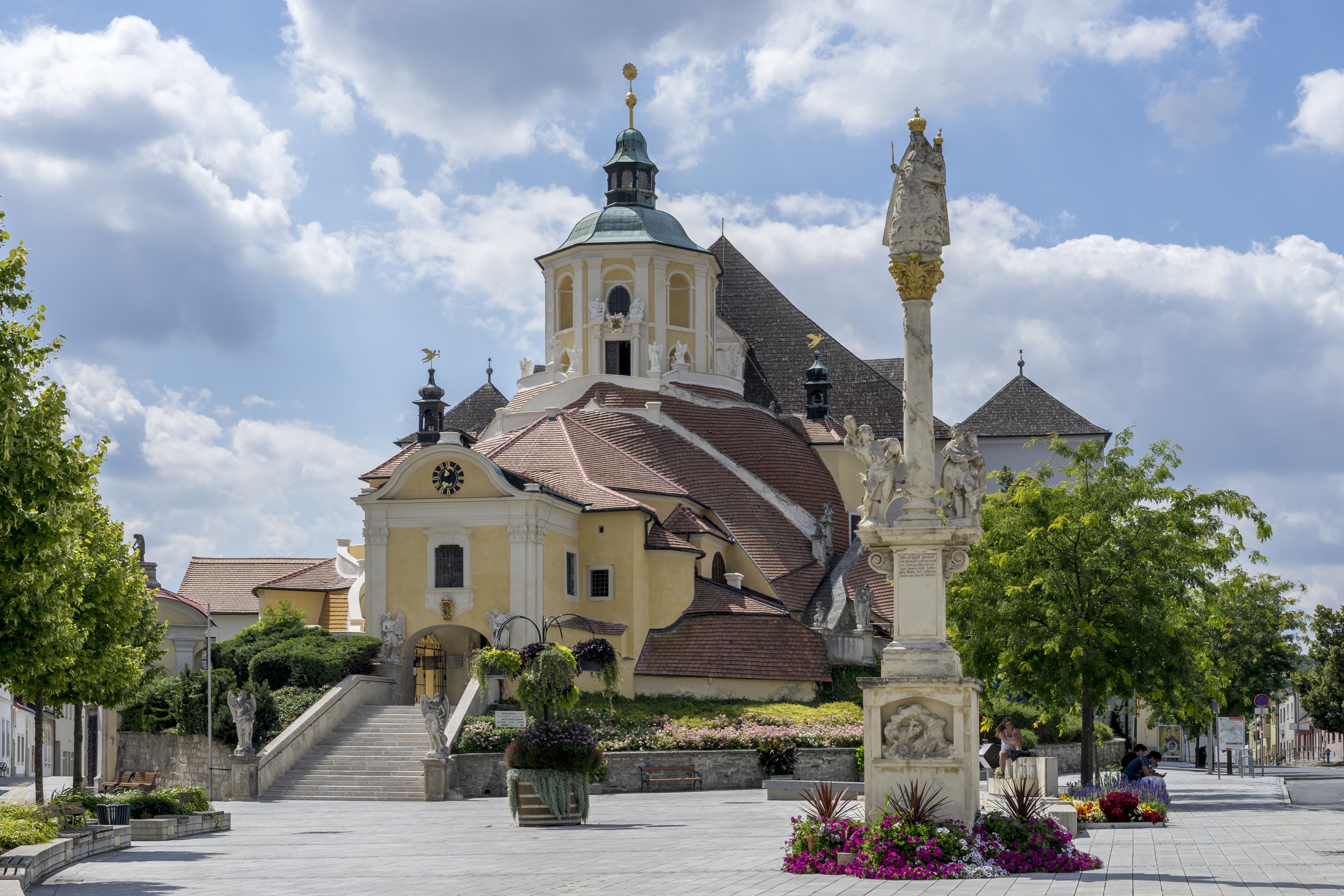
Der Kalvarienberg in Eisenstadt mit der angebauten Haydnkirche dahinter.
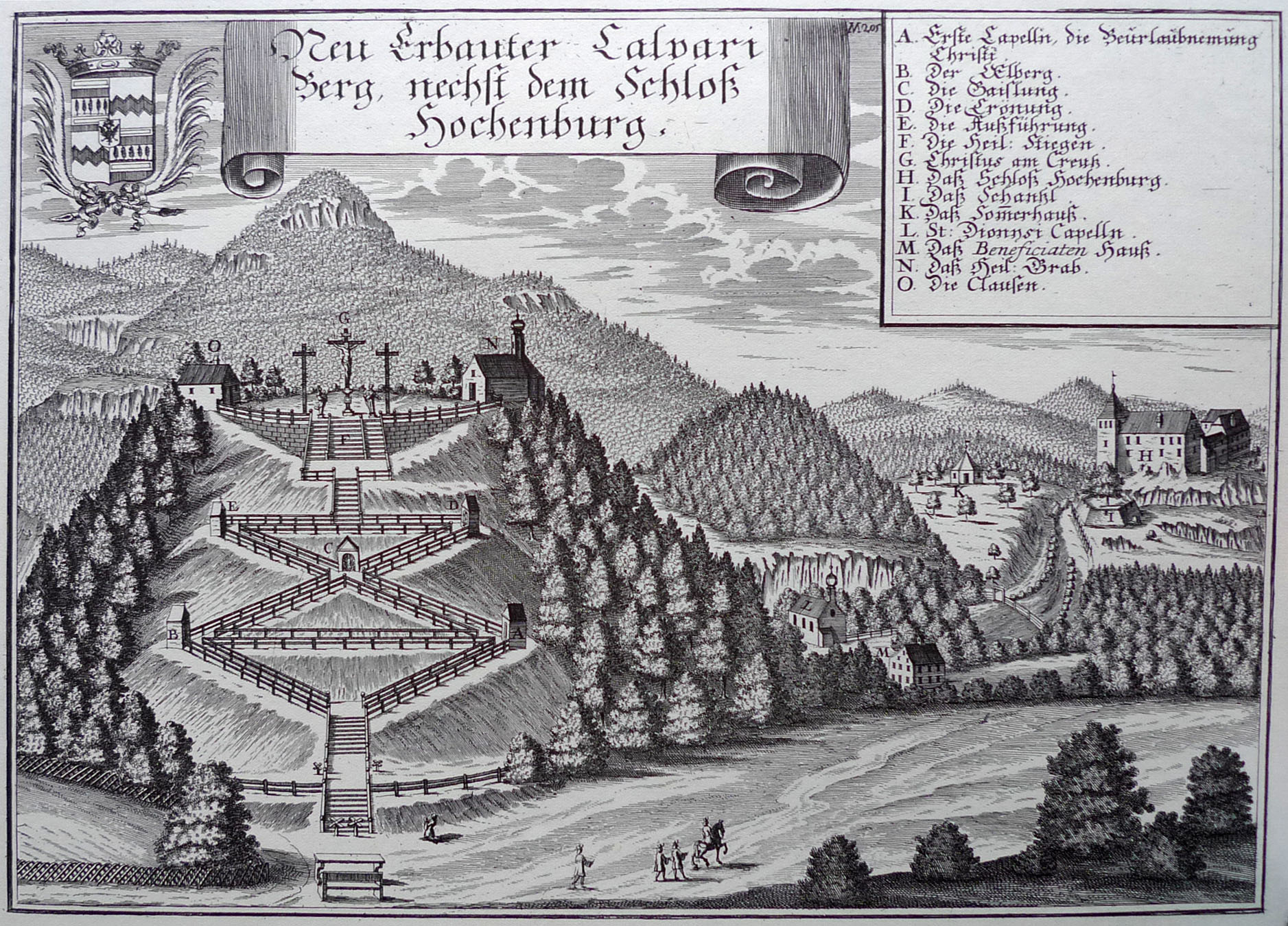
Kalvarienberg mit sieben Stationen in Schloss Hohenburg (Lenggries) (1701)
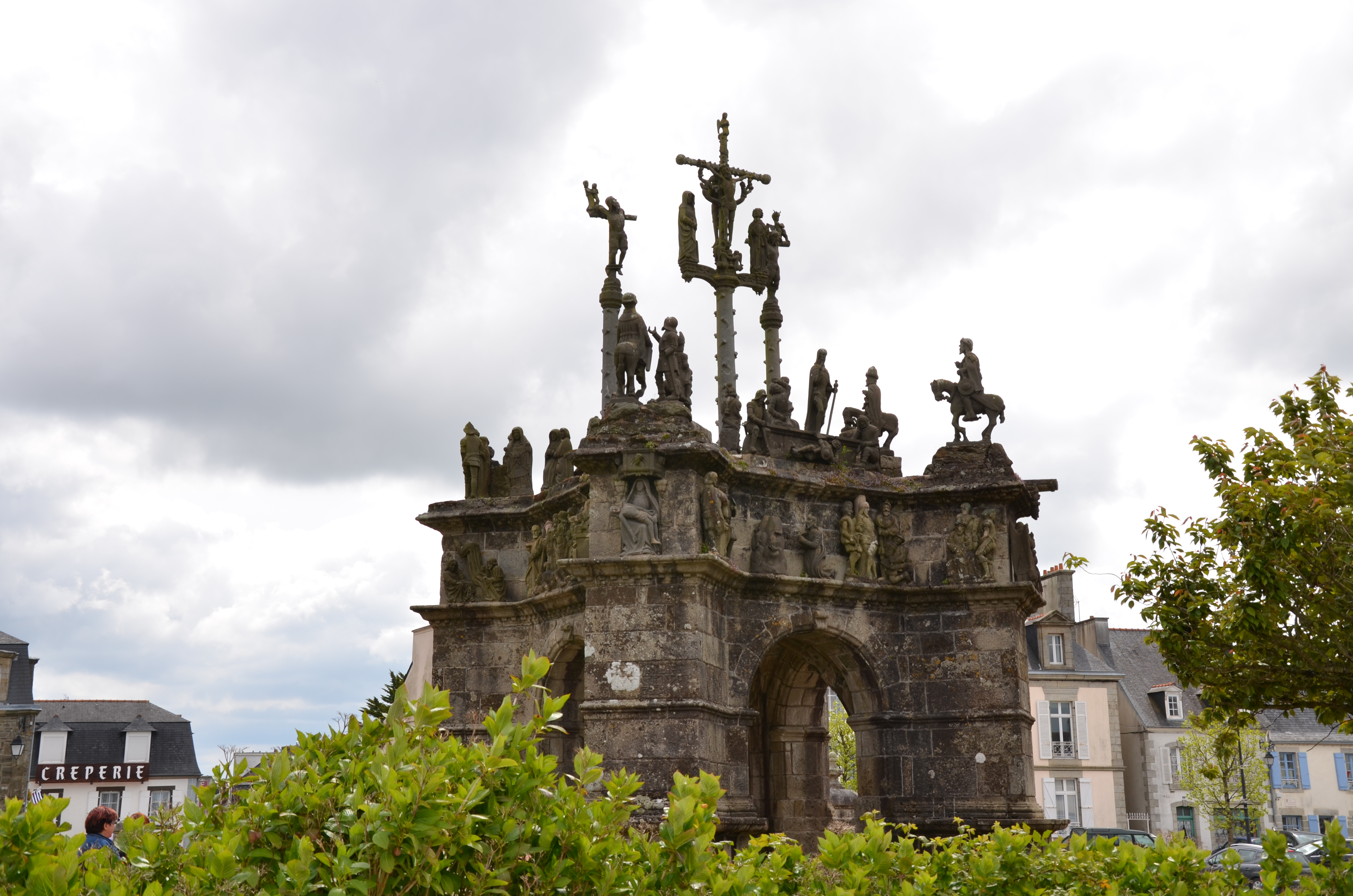
Calvaire in Pleyben (Bretagne)
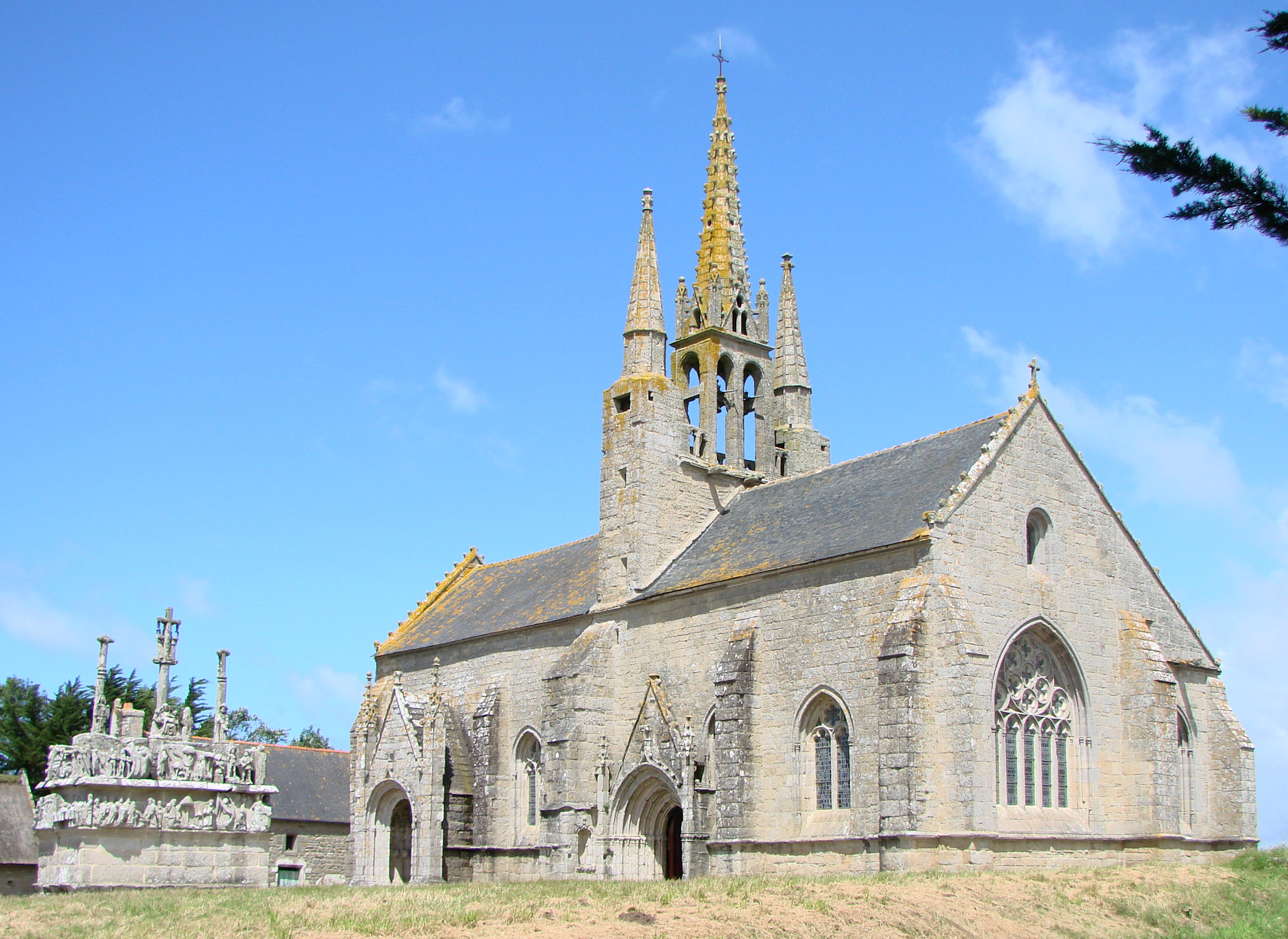
Notre-Dame de Tronoën, Bretagne